# Tsambyn Danzan
Tsambyn Danzan (29 gennaio 1945) è un ex biatleta mongolo.

## Partecipazioni olimpiche
| Competizioni | Pos. | Data            | Città     |
| ------------ | ---- | --------------- | --------- |
| 20 km        | 49ª  | 4 febbraio 1964 | Innsbruck |